# Berthelming
Berthelming (deutsch Bartolfingen, 1871–1916 Berthelmingen) ist eine französische Gemeinde mit 508 Einwohnern (Stand 1. Januar 2022) im Département Moselle in der Region Grand Est (bis 2015 Lothringen). Sie gehört zum Arrondissement Sarrebourg-Château-Salins.

## Geografie
Berthelming liegt etwa zehn Kilometer nördlich von Sarrebourg an der Saar auf einer Höhe zwischen 231 und 282 m über dem Meeresspiegel. 
Der Großteil des Gemeindegebietes besteht aus Wald.

## Bevölkerungsentwicklung

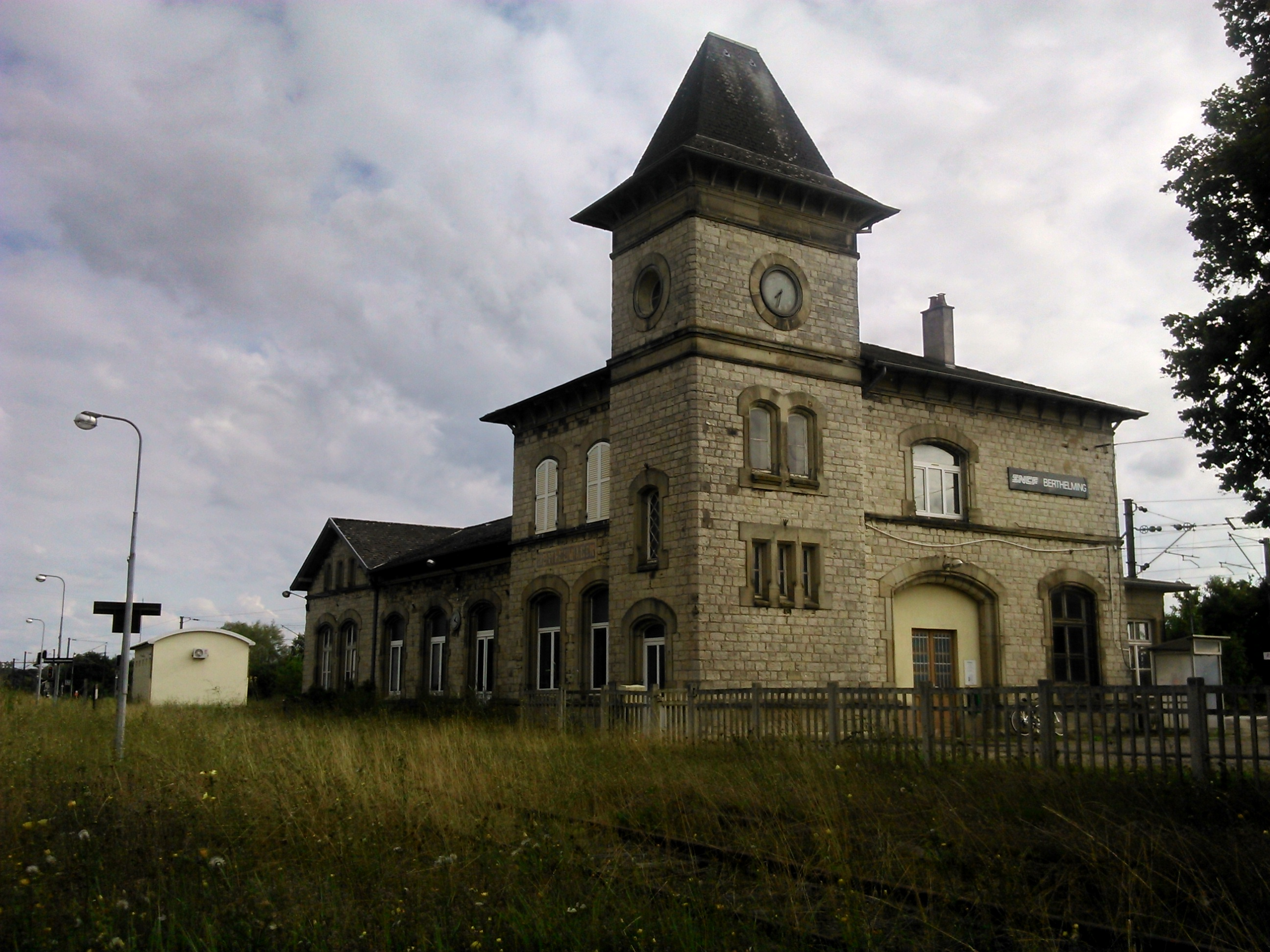
Bahnhof Berthelming

| Jahr      | 1962 | 1968 | 1975 | 1982 | 1990 | 1999 | 2007 | 2019 |
| Einwohner | 669  | 587  | 556  | 568  | 501  | 520  | 519  | 514  |

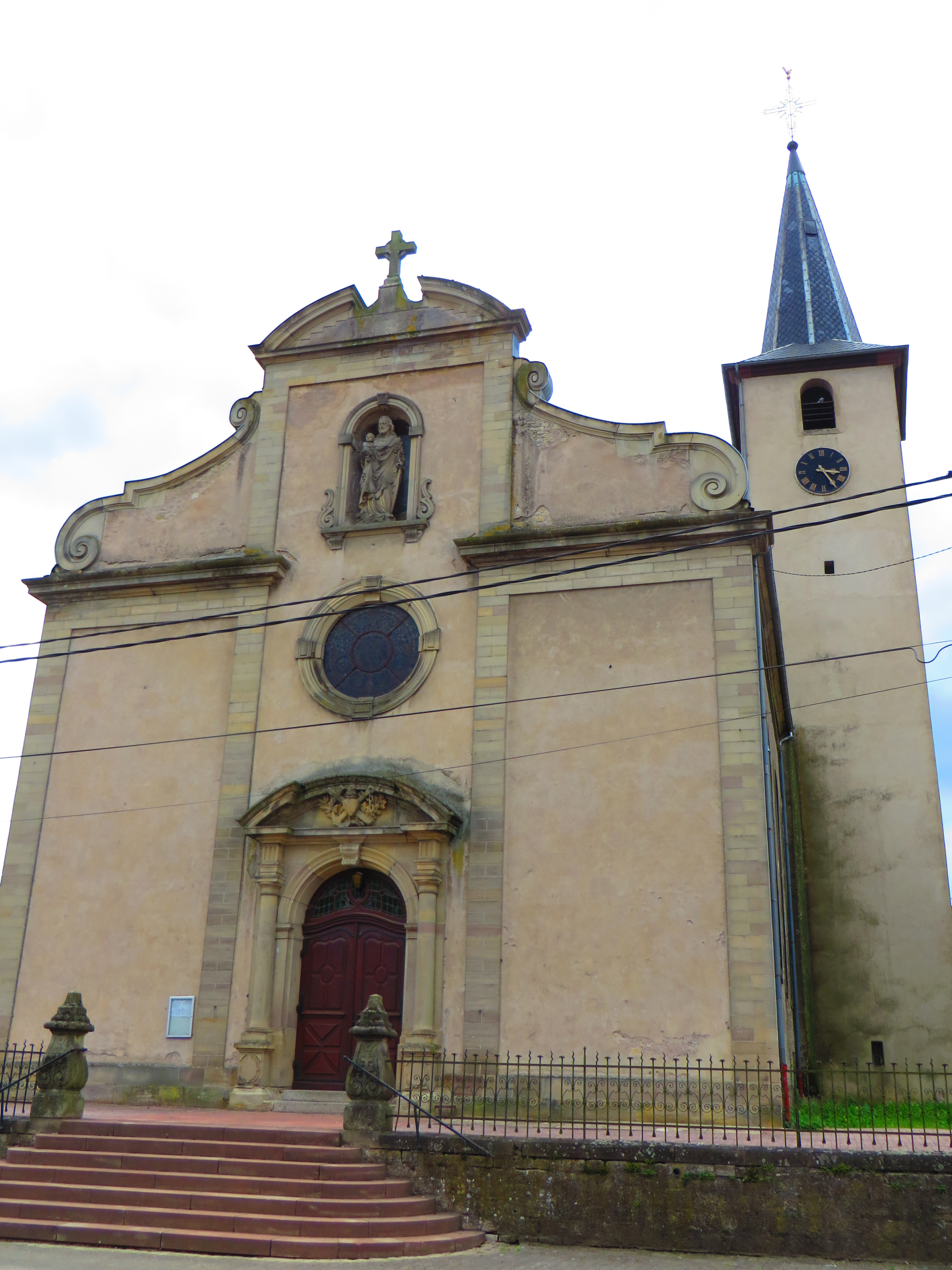
Kreuzerhöhungskirche
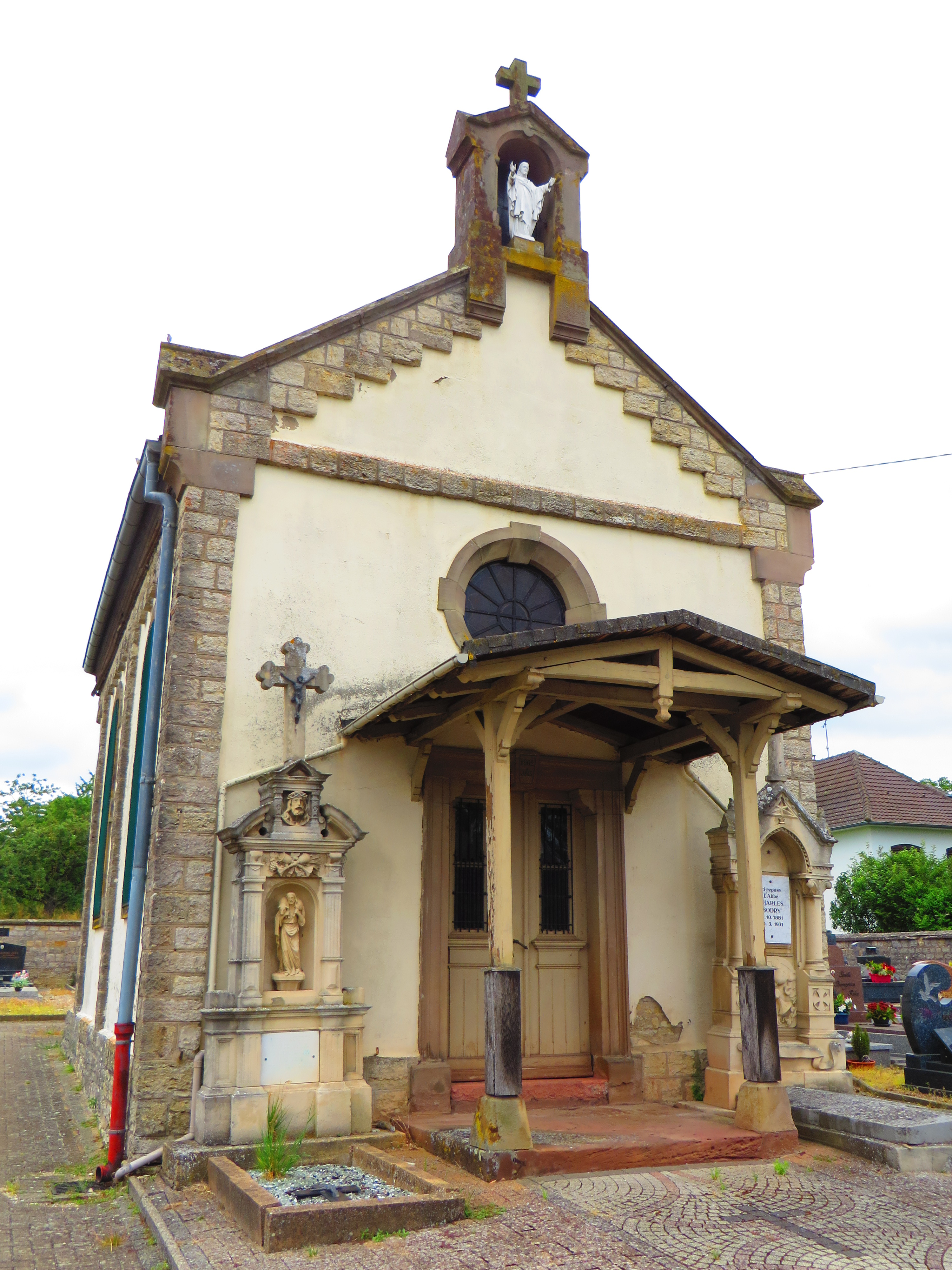
Kapelle Unserer Lieben Frau der Barmherzigkeit

## Verkehr
Der Keilbahnhof Berthelming liegt am Abzweig der Bahnstrecke Berthelming–Sarreguemines von der Bahnstrecke Réding–Metz-Ville.